# Едносъставни изречения
Едносъставните изречения се делят на няколко вида:
Безподложни – такива, в които няма подлог, но той се подразбира.
Безлични – такива, в които няма подлог, но той не' се подразбира. Безличните изречения главно означават природни явления и вътрешни състояния.
Безглаголни-такива, в които няма глагол.